# Plozza
Plozza är en vinproducent med vinodlingar i Tirano, Valtellina, Italien. De har även en anläggning i Brusio, den schweiziska delen av Valtellina, någon kilometer från Tirano.
Vinifiering sker i den huvudsakliga vinkällaren i Tirano. Det är även där den huvudsakliga lagringen av vin sker i två källarplan. De röda vinerna lagras där i stora, gamla fat (Botti) av kastanj för att få mjukare tannininnehåll. En del viner får sin unga ekfatskaraktär från lagring på små fat av ny ek. Detta sker i en källare som ligger just i utkanten av Tirano. Där sker även buteljering. I anläggningen i Brusio lagras och buteljeras även en del vin som då klassas som schweiziska viner.
Plozza har cirka 25 hektar egna vinodlingar, främst kring Tirano. De har ett stort antal vingårdar som underleverantörer av druvor till vinerna.
Plozza wine group består av företagen Plozza Vini i Tirano och Plozza S.R.I. i Brusio, samt dotterföretagen Weinbau Cottinelli, i Malans, med odlingar i Bündner Rheintal, och Kaufmann Weihandlung AG, i Davos.

## Valtellina DOC och DOCG viner
Alla Plozzas DOC och DOCG viner görs på druvan Chiavennasca (Nebbiolo), i mer traditionell stil.
- Sforzato di Valtellina Vin da Cà Sfursat, DOCG
- Valtellina Superiore Riserva Inferno, DOCG
- Valtellina Superiore Riserva Sassella La Scala, DOCG
- Valtellina Superiore Riserva Grumello, DOCG
- Rosso di Valtellina, DOC

## Övriga röda viner
Övriga röda viner görs på Nebbiolo, några viner har dock även inslag av druvorna Cabernet Sauvignon och Pinot Noir. Pinot Noir-druvorna är tagna från Bündner Rheintal i Schweiz. Vissa av dessa viner är av traditionell stil, medan andra är i internationell stil.
- 24k, IGT
- No. 1 - Numero Uno, IGT
- Passione Barrique, IGT
- Selezione Plozza, IGT
- Intrigo
- Valtellina Seduzione, IGT

## Övriga vita viner
Plozza tillverkar bara vita viner av Chardonnay. Dessa är av kvalitetsmärkningarna IGT och VdT.
- Chardonnay Barrique, IGT
- Sinfonia, VdT

## Grappa
Grappan destilleras av en underleverantör på druvrester från vinframställningen av Nebbiolo baserade vinerna respektive vinet Passione.
- Grappa Passione Barrique
- Grappa N° 1 - Numero Uno